# Bárczi Gusztáv Óvoda, Általános Iskola, Speciális Szakiskola, Kollégium, Egységes Gyógypedagógiai Módszertani Intézmény
A kaposvári Bárczi Gusztáv Óvoda, Általános Iskola, Speciális Szakiskola, Kollégium, Egységes Gyógypedagógiai Módszertani Intézmény egy gyógypedagógiai intézmény.

## Az intézmény feladata és alaptevékenysége
Kaposváron az országban az elsők között indult meg az a szemléletváltás, amelynek során a gyermekek érdekeit szem előtt tartó szakszolgálati tevékenység előtérbe kerülése lehetővé tette az esélyegyenlőség és az integráció felerősödését, a társadalmi beilleszkedés és az elfogadás-befogadás jelenlétét. Az intézmény nem hagyományos, szegregált gyógypedagógiai intézmény, hanem a bekövetkezett módszertani és szervezeti megújulást követően az integráció gyakorlati modelljét bemutató módszertani központ.
Feladata a sajátos nevelési igényű (enyhén vagy középsúlyosan értelmi fogyatékos, súlyosan vagy halmozottan fogyatékos, autista, beszédfogyatékos) gyermekek, tanulók pedagógiai, gyógypedagógiai ellátása, állapotuknak megfelelő óvodai, iskolai, valamint speciális szakiskolai nevelése és oktatása, logopédiai, gyógytestnevelési, pszichológiai feladatok ellátása, fejlesztő felkészítés, fejlesztő iskolai oktatás, gyógypedagógiai tanácsadás, korai fejlesztés és gondozás, konduktív pedagógiai ellátás biztosítása, autisztikus tüneteket mutató és autista tanulók nevelése, oktatása, emellett az utazószakember-hálózat keretében városi és járási szinten a többi gyermekkel együtt nevelt, integrált, speciális ellátást igénylő gyermekek fejlesztése utazó gyógypedagógusokkal, sérülésspecifikus fejlesztő szakemberekkel, terapeutákkal és pszichológusokkal.
Egységes gyógypedagógiai módszertani intézményként feladata továbbá pedagógiai szakszolgálati ellátás bölcsődék, óvodák, általános és középiskolák számára, emellett nevelési, pszichológiai tanácsadás óvodák, iskolák számára, iskolapszichológiai feladatok ellátása, továbbtanulási és pályaválasztási tanácsadás, pedagógiai-szakmai szolgáltatás, szakmai fejlesztés az integrációra is kiterjedően: szaktanácsadás, pedagógiai tájékoztatás, igazgatási, pedagógiai szolgáltatás, pedagógusok képzésének, továbbképzésének és önképzésének segítése, szervezése, tanuló tájékoztató és tanácsadó szolgálat. Foglalkozik még a nevelési-oktatási folyamat eredményességét szolgáló kutató-fejlesztő csoport működtetésével, felsőfokú, főiskolai és egyetemi szintű képzésben részt vevő hallgatók gyakorlati képzésével, valamint feltételek megteremtésével azon tanulóknak, akiknek gyógypedagógiai nevelési-oktatási intézményben való tanulásukhoz a lakóhelyükön nincs lehetőségük, diákotthoni elhelyezésük.
A speciális intézmény mint forrásközpont, fejlesztő, tanácsadó és szakmódszertani központ működik. Kapcsolatot tart a szülőkkel, pedagógusokkal, az integrációban részt vevő szakemberekkel, speciális szakemberekkel és társadalmi intézményekkel is.

## Az intézmény története
A megyeszékhelyen 1947-ben indultak meg a gyógypedagógiai iskola szervezésének munkálatai, de másfél év múlva holtpontra jutottak. 1948-ban a minisztérium elrendelte a továbbszervezést, amellyel Bojtay Bélát bízták meg. Augusztusban kényszermegoldásként a törvénykezési épület egyik szárnya alkalmasnak bizonyult az iskola céljára.
A kaposvári gyógypedagógiai iskola nevelőtestülete 1948. október 9-én tartotta meg első tanévnyitó értekezletét. Az első tanév 4 tanulócsoporttal, azon belül 74 tanulóval indult, a következő években azonban tovább erősödött és népesedett az iskola. Az 1950–1951-es tanévben munkateremmel gyarapodott az intézmény, amelyhez már voltak varrógépek, munkapadok és szerszámok is. Az 1950-es évek elején a tanulók száma elérte a 120 főt, többek között a környező településről bejáró gyermekek számának növekedése következtében. Az iskola új helyre költözött, a Beloiannisz utca 8. szám alá(https://goo.gl/maps/EYSaXtXzt7L2), de ez a hely már a beköltözéskor szűknek bizonyult. Máshol, új helyen terveztek építkezni, de ez az 1956-os események miatt meghiúsult. Később, az 1960–1961-es tanévben kezdődött meg a tanítás az átalakított, 8 tantermes, újjáépített intézményben. A felvonulási épületet átalakítva tornateremmel is bővült az iskola.
Az alapító igazgató 21 évig vezette az iskolát, majd 1969-ben nyugdíjba vonult. Ezt követően 2 éven át egy megbízott igazgató, Böröcz János irányításával folyt a munka, majd 1971-től 27 éven át Kamper Antal vezetése alatt jelentős változáson ment át az intézmény. Az iskola kinőtte az épületet, a problémák enyhítésére ezért kihelyezett osztályok kezdtek működni a város különböző oktatási intézményeiben.
1985-ben új iskola építése kezdődött Kecelhegyen. Az 1987–1988-as tanév már ebben, a város peremén épült korszerű intézményben kezdődött, amelyben helyet kapott a tanulásukban akadályozott tanulók 1-8 osztálya, az értelmi fogyatékos tanulók 3 csoportba összevont 1-8 osztálya, egy autisztikus tünetekkel rendelkező, tanulásban akadályozott diákokból álló csoport és a speciális szakiskola 1-2. évfolyama. A jól felszerelt épülethez 80 férőhelyes diákotthon is tartozott.
1988-tól Dr. Benczéné Csorba Margit vette át az intézmény vezetését. Az ő irányításával indult meg a szakiskolai képzés részeként a 9-10. osztály. 1999. január 1-től utazótanári állással bővült az iskola, így kezdetét vette az utazó gyógypedagógiai ellátás. Ez a szakmai tevékenység felkeltette a város intézményeinek érdeklődését. Az ellátatlan gyermekek számának emelkedésével, az intézmény saját túlórakeretének terhére gyógypedagógusait utazótanári feladatokkal bízta meg. A közoktatásról szóló 1993. évi LXXIX. törvény módosításáról rendelkező 2003. évi LXV. törvény megteremtette a módszertani központ feladatainak ellátására már érett intézmény átalakulásának jogi hátterét. 2003-ban az iskola módszertani központtá alakult. Sokoldalú tevékenység, szerteágazó alap- és szakellátás folyik az intézményben: a gyógypedagógiai területek speciális aspektusait figyelembe vevő fogyatékossági csoportokhoz igazodó nevelő-oktató-képző, fejlesztő munka. Óvodás kortól akár 24 éves korig folyhat a nevelés-oktatás.

## Az intézmény felépítése
Önálló intézményegységei:
- Óvoda, fejlesztő iskola, általános iskola (enyhe, középsúlyos, súlyosan és halmozottan fogyatékos, autista, beszédfogyatékos gyermekek)
- Speciális és készségfejlesztő speciális szakiskola
- Kollégium